# Pogonomys championi
Pogonomys championi là một loài động vật có vú trong họ Chuột, bộ Gặm nhấm. Loài này được Flannery mô tả năm 1988.